# Espeler
Espeler (en luxembourgeois : Eesper) est un village de la commune belge de Burg-Reuland situé en Communauté germanophone de Belgique et Région wallonne dans la province de Liège.
Avant la fusion des communes de 1977, Espeler faisait partie de la commune de Thommen.
Le village compte 238 habitants.

## Situation et description
Espeler est un petit village dont le noyau central est très concentré. Il est formé de fermettes en long et de maisons en pierres de schiste ou recouvertes de crépi de couleur blanche.
Le village se situe entre les localités d'Aldringen, Thommen, Oudler, Dürler et Deiffelt (commune de Gouvy). Il se trouve aussi à 3,5 km au nord-est du hameau luxembourgeois de Schmiede (centre commercial Knauf).
L'altitude du village avoisine les 445 m (à l'église).

## Patrimoine
L'église Saint Waury (Sankt Walricus Kirche) possède une tour de clocher bâtie en 1604, une nef de trois travées et un chevet à trois pans construite en 1714 ainsi qu'un porche d'entrée ajouté latéralement à l'édifice du côté sud en 1780. Ce porche est surmonté par une niche ouvragée occupée par une sculpture en pierre du saint-patron de l'église nommé ici Wallericus et datée de 1780. L'église est bâtie en pierres de schiste.

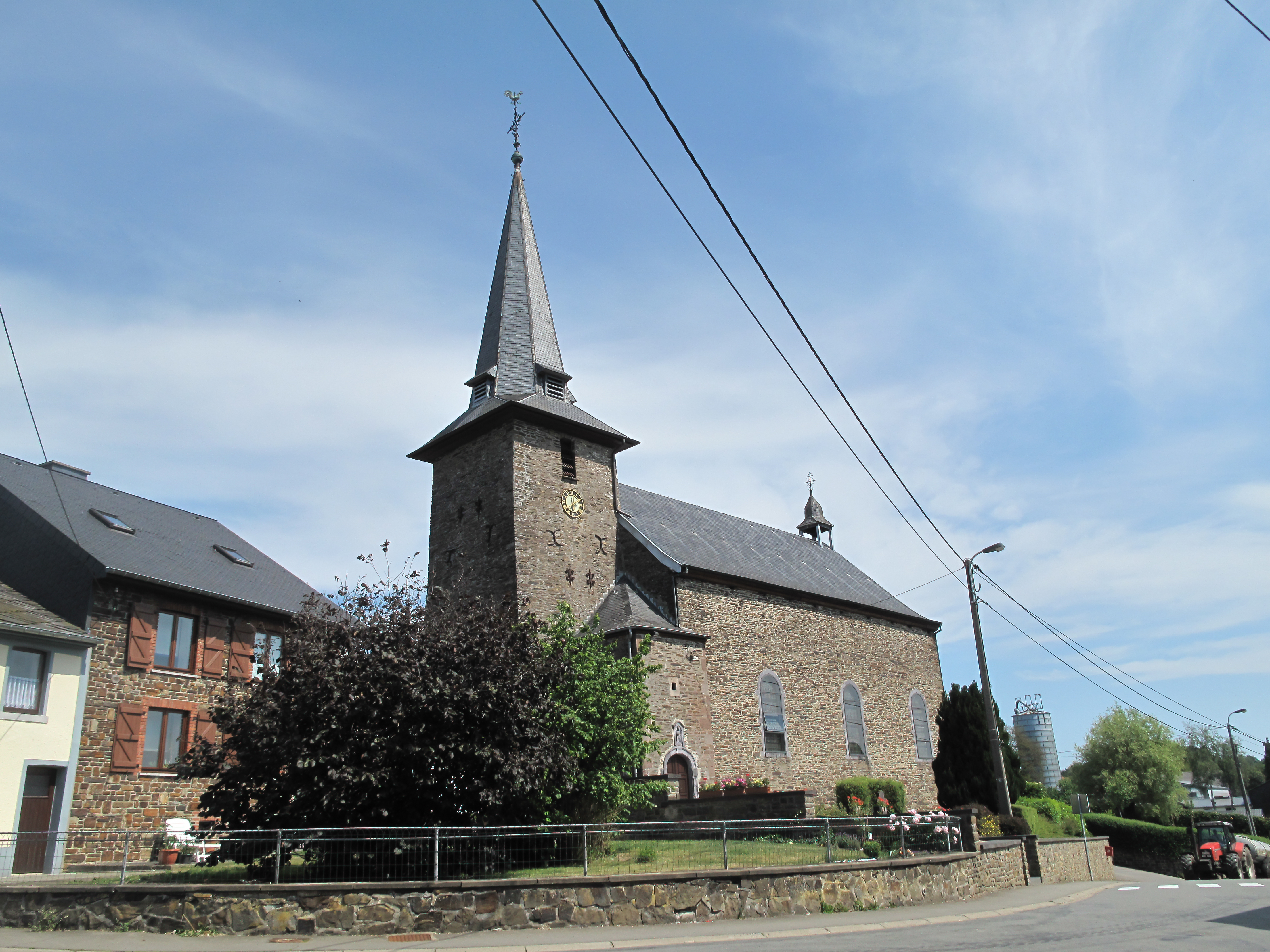
L'église Saint Waury

Au milieu des bois s'étendant au sud-ouest du village, au lieu-dit Steinemann, se dresse la chapelle Saint Hubert (St. Hubertus Kapelle) bâtie dans une petite clairière au sommet d'une colline culminant à 540 m d'altitude. Elle fut construite en 1882 à l'initiative des époux Theiss-Breuer d'Espeler.

## Activités
Espeler compte une école communale